# 包博特
包博特（匈牙利語：Babót）是匈牙利杰尔-莫雄-肖普朗州所辖的一个村。总面积21.67平方公里，总人口1120，人口密度51.7人/平方公里（2011年1月1日）。